# Lülin (köpinghuvudort i Kina, Hubei Sheng, lat 31,31, long 113,08)
Lülin (kinesiska: 绿林镇) är en köpinghuvudort i Kina. Den ligger i provinsen Hubei, i den centrala delen av landet, omkring 140 kilometer nordväst om provinshuvudstaden Wuhan. Antalet invånare är 9 640. Befolkningen består av 4 729 kvinnor och 4 911 män. Barn under 15 år utgör 13,0 %, vuxna 15-64 år 75 %, och äldre över 65 år 10,0 %.
Runt Lülin är det ganska tätbefolkat, med 199 invånare per kvadratkilometer. Närmaste större samhälle är Sanligang, 20,0 km norr om Lülin. I omgivningarna runt Lülin växer i huvudsak blandskog.
Genomsnittlig årsnederbörd är 1 226 millimeter. Den regnigaste månaden är september, med i genomsnitt 179 mm nederbörd, och den torraste är december, med 15 mm nederbörd.